# Mistrzostwa Europy w Piłce Nożnej Kobiet 1989
Mistrzostwa Europy w Piłce Nożnej Kobiet 1989 – trzeci turniej mistrzostw Europy w piłce nożnej kobiet. Wydarzenie to po raz pierwszy rozgrywane było w Niemczech Zachodnich. Rozpoczęło się 28 czerwca, a zakończyło 2 lipca 1989 roku. Tytuł po raz pierwszy w historii zdobyła reprezentacja RFN, pokonując Norweżki 4:1 w Osnabrücku.
W eliminacjach wystartowało 17 reprezentacji (potem 16, w związku z dyskwalifikacją Szkocji).

## Eliminacje
Eliminacje do Euro 1989 odbywały się od września 1987 do listopada 1988 roku. Udział w mistrzostwach wzięło 17 reprezentacji (potem 16, w związku z dyskwalifikacją Szkocji), które walczyły o 4 miejsca w turnieju. Lista grup eliminacyjnych:
- Grupa A –  Anglia,  Dania,  Finlandia,  Norwegia;
- Grupa B –  Holandia,  Irlandia,  Szkocja,  Szwecja;
- Grupa C –  RFN,  Szwajcaria,  Węgry,  Włochy;
- Grupa D –  Belgia,  Bułgaria,  Czechosłowacja,  Francja,  Hiszpania;

Zwycięzcy i wicemistrzowie grup rozgrywali dwumecze, zwycięzca każdego dwumeczu kwalifikował się do Mistrzostw Europy.
| Drużyna 1                            | Wynik dwumeczu | Drużyna 2 | Pierwszy mecz | Drugi mecz |
| ------------------------------------ | -------------- | --------- | ------------- | ---------- |
| Włochy                               | 4:1            | Francja   | 2:0           | 2:1        |
| Czechosłowacja                       | 1:3            | RFN       | 1:1           | 0:2        |
| Norwegia                             | 5:1            | Holandia  | 2:1           | 3:0        |
| Dania                                | 2:6            | Szwecja   | 1:5           | 1:1        |
| Po lewej gospodarz pierwszego meczu. |                |           |               |            |

## Drużyny uczestniczące

### Zakwalifikowane drużyny
Na podstawie:
| Drużyna  | Zakwalifikowana jako     | Liczba występów w ME | Najlepszy wynik w ME | Wynik      |
| -------- | ------------------------ | -------------------- | -------------------- | ---------- |
| Włochy   | Zwycięzca ćwierćfinału 1 | 2 (1984, 1987)       | III miejsce (1987)   | IV miejsce |
| RFN      | Zwycięzca ćwierćfinału 2 | debiutantki          | debiutantki          | Mistrzynie |
| Norwegia | Zwycięzca ćwierćfinału 3 | 1 (1987)             | Mistrzostwo (1987)   | II miejsce |
| Szwecja  | Zwycięzca ćwierćfinału 4 | 2 (1984, 1987)       | Mistrzostwo (1984)   | Półfinał   |

## Miasta i stadiony
Turniej odbył się na 3 stadionach w 3 niemieckich miastach: Lüdenscheid, Siegen i Osnabrück.
| Siegen                     | Lüdenscheid        | Osnabrück         |
| -------------------------- | ------------------ | ----------------- |
| Leimbachstadion            | Stadion Nattenberg | Bremer Brücke     |
| Pojemność: 18 500          | Pojemność: 17 000  | Pojemność: 16 098 |
|                            |                    |                   |
| LüdenscheidSiegenOsnabrück |                    |                   |

## Faza pucharowa
W fazie pucharowej uczestniczą 4 zespoły, które awansują z fazy grupowej. Ta część rywalizacji składa się z dwóch rund. W każdej rundzie odpada połowa drużyn. Rozegrane zostaną półfinały. Zwycięzcy tych spotkań zagrają o tytuł mistrzowski. W każdym ze spotkań fazy pucharowej mecz zakończony w regulaminowym czasie remisem musi być rozstrzygnięty poprzez serię rzutów karnych.
|  |                         |           |           |                       |   |       |       |       |
|  | Półfinały               | Półfinały | Półfinały |                       |   | Finał | Finał | Finał |
|  | Półfinały               | Półfinały | Półfinały |                       |   | Finał | Finał | Finał |
|  | 28 czerwca, Siegen      |           |           |                       |   |       |       |       |
|  |                         |           |           |                       |   |       |       |       |
|  | RFN *                   | RFN *     | 1(4)      |                       |   |       |       |       |
|  | RFN *                   | RFN *     | 1(4)      | 14 czerwca, Osnabrück |   |       |       |       |
|  | Włochy                  | Włochy    | 1(3)      |                       |   |       |       |       |
|  | Włochy                  | Włochy    | 1(3)      |                       |   | RFN   | RFN   | 4     |
|  | 11 czerwca, Lüdenscheid |           |           |                       |   | RFN   | RFN   | 4     |
|  |                         |           | Norwegia  | Norwegia              | 1 |       |       |       |
|  | Szwecja                 | Szwecja   | Norwegia  | Norwegia              | 1 | 1     |       |       |
|  | Szwecja                 | Szwecja   |           |                       |   |       |       |       |
|  | Norwegia                | Norwegia  | 2         |                       |   |       |       |       |
|  | Norwegia                | Norwegia  | 2         | Mecz o 3. miejsce     |   |       |       |       |
|  |                         |           |           |                       |   |       |       |       |
|  | 13 czerwca, Osnabrück   |           |           |                       |   |       |       |       |
|  |                         |           |           |                       |   |       |       |       |
|  | Włochy                  | Włochy    | 1         |                       |   |       |       |       |
|  | Włochy                  | Włochy    | 1         |                       |   |       |       |       |
|  | Szwecja *               | Szwecja * | 2         |                       |   |       |       |       |
|  | Szwecja *               | Szwecja * | 2         |                       |   |       |       |       |

Wyniki z serii rzutów karnych podano w nawiasach.

### Półfinały
| 28 czerwca 1989 16:00 CEST                                                   | Niemcy · Neid 59' | 1:1 dogr. k. 4:3(0:0, 1:1, 1:1)Raport                                      | Włochy · 72' Vignotto | Leimbachstadion, Siegen Widzów: 8 000 Sędzia: Brian Hill |
|                                                                              |                   |                                                                            |                       |                                                          |
|                                                                              |                   | Rzuty karne                                                                |                       |                                                          |
| Kuhlmann · Bindl · Fitschen · Fehrmann · Landers · Voss-Tecklenburg · Isbert |                   | Ferraguzzi · Carta · Morace · Vignotto · D'Astolfo · Iozzelli · Marsiletti |                       |                                                          |

| 28 czerwca 1989 19:30 CEST | Szwecja · Videkull 54' | 1:2(1:0)Raport | Norwegia · 2' Medalen · 53' Grude | Stadion Nattenberg, Lüdenscheid Widzów: 3 000 Sędzia: Cornelius Bakker |
|                            |                        |                |                                   |                                                                        |

### Mecz o 3. miejsce
| 30 czerwca 1989 19:30 CEST | Włochy · Ferraguzzi 27' | 1:2 dogr.(1:1, 1:1, 1:2)Raport | Szwecja · 43' Sundhage · 93' Johansson | Bremer Brücke, Osnabrück Widzów: 2 500 Sędzia: Ivan Gregr |
|                            |                         |                                |                                        |                                                           |

### Finał
| 2 lipca 1989 11:00 CEST | RFN · Lohn 22', 36' · Mohr 45' · Fehrmann 73' | 4:1(3:0)Raport | Norwegia · 53' Grude | Bremer Brücke, Osnabrück Widzów: 22 000 Sędzia: Carlos Silva Valente |
|                         |                                               |                |                      |                                                                      |

RFN
 PIERWSZY TYTUŁ

## Strzelczynie

### 2 gole
- Ursula Lohn
- Sissel Grude

### 1 gol
- Angelika Fehrmann
- Heidi Mohr
- Silvia Neid
- Linda Medalen
- Helen Johansson
- Pia Sundhage
- Lena Videkull
- Feriana Ferraguzzi
- Elisabetta Vignotto

## Klasyfikacja
| Miejsce | Reprezentacja | Mecze | Punkty | Bramki zdobyte | Bramki stracone | Bilans bramek |
| ------- | ------------- | ----- | ------ | -------------- | --------------- | ------------- |
| złoto   | RFN           | 2     | 4      | 5              | 2               | +3            |
| srebro  | Norwegia      | 2     | 3      | 3              | 5               | -2            |
| brąz    | Szwecja       | 2     | 3      | 3              | 3               | 0             |
| 4.      | Włochy        | 2     | 1      | 2              | 3               | -1            |